# Kurt Meissner (Politiker)
Kurt W. R. Meissner (* 26. April 1924 in Duisburg; † 19. Oktober 2009 in Berlin) war ein deutscher Politiker (CDU).
Kurt Meissner besuchte eine Oberrealschule und legte das Abitur ab. 1942 wurde er von der Wehrmacht eingezogen. Nach dem Zweiten Weltkrieg studierte er Rechtswissenschaften und legte das Assessorexamen ab. Er wurde kommissarischer Richter beim Amtsgericht Mülheim an der Ruhr und beim Landgericht Düsseldorf. 1955 wurde er Justiziar bei den Duisburg-Ruhrorter Häfen und trat 1961 der CDU bei. 1963 wurde Meissner Generalbevollmächtigter der Firma Becker & Felstau und 1965 Rechtsanwalt und Notar.
Meissner rückte 1968 in die Bezirksverordnetenversammlung (BVV) im Bezirk Reinickendorf nach und wurde bei der Berliner Wahl 1971 in das Abgeordnetenhaus von Berlin gewählt. In dieser Zeit hatte er sich unter anderem um die Planungen bei der Bebauung des Tegeler Hafens und die Internationale Bauausstellung 1987 bemüht. Im März 1979 schied er aus dem Abgeordnetenhaus aus. Im Mai 1992 wurde er erneut in die BVV Reinickendorf gewählt, deren Vorsteher er bis 1999 war.
Meissner war Schatzmeister und Vorsitzender des Berliner Albert-Schweitzer-Kinderdorfs, auch weil er zehn Kinder hatte.